# 韓国軍のC4Iシステム
本項では、大韓民国国軍のC4Iシステムについて述べる。大韓民国国軍においても、他国と同様に、戦略レベル、作戦術レベル、戦術レベルの3つのレベルにおいて、それぞれC4Iシステムの整備が進められている。

## 戦略級システム
合同指揮統制システム（KJCCS : Korea Joint Command Control System）は、韓国全軍における最高位の戦略級C4Iシステムであり、4軍において統合的に運用される。アメリカ軍の汎地球指揮統制システム（GCCS）、自衛隊の中央指揮システム（CCS）におおむね相当する。
韓国軍においては従来より、戦略部隊指揮所自動化システム（CPAS: Command Post Automation System）を配備してきた。これは、合同参謀本部を筆頭に、10個戦略部隊の指揮所機能を中核として、140個の戦術部隊及び戦略部隊を連接することで、韓国軍最高レベル指揮官の間で戦略・作戦情報を共有し、指揮・統制を円滑化するものであった。KJCCSは、CPASの性能を向上させるとともに、各軍の作戦級システムとの統合を重視して開発された改良型である。
また、在韓米軍のCENTRIXS-KORとも連接される。KJCCSの開発以前は、アメリカ軍によって提供されるGCCS-K（現在のCENTRIXS-KOR）が、韓国軍の戦略級システムとして機能していた。

## 作戦級システム
地上戦術統制情報システム（ATCIS：Army Tactical Command Information System）
軍団から連隊までの階梯において兵力運用を統制する、韓国陸軍の基幹的な作戦級C4Iシステムである。通信基盤としては、SPIDER/TICN戦術通信網が用いられる。
海軍指揮統制システム（KNCCS：Korea Naval Command & Control System）
艦隊・任務群の階梯において兵力運用を統制する、韓国海軍の基幹的な作戦級C4Iシステムとなるよう計画されている。各艦の戦闘指揮所において戦術級システムであるKNTDSと連接され、また将来的にはINTEL系システムであるMIMSやアメリカ海軍のGCCS-Mとも連接される計画である。通信基盤としては海上作戦衛星通信システム（MOSCOS）が採用される予定である。
空軍指揮統制システム（AFCCS：Air Force Command and Control System）
航空団までの階梯において兵力運用を統制する、韓国空軍の基幹的な作戦級C4Iシステムである。LG CNS社によって開発されている。

### 衛星通信システム
韓国軍では現在、作戦用C4Iシステムにおいて使用する通信基盤として、ムグンファ3号・5号によるANASIS衛星通信システム（Army Navy Air-force Satellite Information System）の導入を進めている。ソマリア沖の海賊に対する警護任務で派遣された艦に搭載され、話題となった。

## 戦術級システム

### TDL-K
現在、韓国軍は、韓国型戦術データ・リンク（TDL-K）と呼ばれる、戦術級通信基盤の整備を進めている。これは、陸・海・空のそれぞれに、各々の用途に適した戦術データ・リンク規格を策定し、これらを指揮所において統合することによって、統合通信基盤を構築しようというものである。TDL-K計画では、陸軍においてはVMF-TDLの韓国版であるKVMF-TDL、海軍ではリンク 11、空軍ではリンク 16が採用される計画である。この通信基盤に基づいて構築される情報システムについては下記を参照のこと。

### 陸軍
陸上自衛隊やアメリカ陸軍と同様、韓国陸軍でも、戦術レベルでは各兵科で異なるシステムを採用している。
大隊級以下戦闘指揮システム（B2CS）
歩兵や戦車などの機動兵科において、大隊以下の階梯で、その戦術機動・交戦を統制する戦術級システム。陸自のReCS、米陸軍のFBCB2と同様のものである。
砲兵戦術指揮統制システム(BTCS)
野戦砲兵の火力発揮を統制する戦術級システム。陸自のFADACおよびFADS、米陸軍のAFATDSと同様のものである。
防空指揮統制警報システム
高射砲兵の火力発揮を統制する戦術級システム。陸自のTSQ-51およびDADS、米陸軍のAMDWSと同様のものである。
これらの情報システムは、無線データ通信システムであるKVMF-TDL、およびSPIDER戦術通信システムによる通信基盤上において運用される。KVMF-TDLは、米陸軍のVMF-TDLに準拠して開発されたもので、TDL-Kの一環として統合される計画である。改良型データ・モデム（IDM）を介することにより、従来の無線通信機でのデータ・リンクを可能としている。一方、SPIDERは各大隊本部に端末が設置され、作戦レベルのC4Iシステムとの連接を行なう。

### 海軍
韓国海軍では、北大西洋条約機構諸国海軍や海上自衛隊で標準となっている海軍戦術情報システム（NTDS）と同様のシステムを、韓国型NTDS（KNTDS）と称して運用している。KNTDSは、各艦搭載の戦術情報処理装置と、これらをつなぐ無線データ通信システムである戦術データ・リンクによって構成される。また、地上局同士の通信にはISDL方式による固定回線が使用されているが、この地上回線には空軍の防空統制所も参加しており、これにより、KNTDSは、海軍と空軍の共用情報基盤としての機能も有している。
戦術情報処理装置
- オランダ・シグナール社製SEWACO-7K - 東海級コルベット、浦項級コルベット（前期建造艦）に搭載。
- イギリス・フェランティ社製 WSA-423 - イギリス製CAAISの派生型。浦項級コルベット（後期建造艦）に搭載。
- アメリカ・リットン社製品 - 詳細不明。蔚山級フリゲートに搭載。
- KDCOM-I - イギリス製SSCS Mk.7の派生型。広開土大王級駆逐艦に搭載。
- KDCOM-II - KDCOM-Iを元に、アメリカの武器管制システムMk.14を統合したもの。李舜臣級駆逐艦に搭載。
- AWS Mk.7 - 有名なアメリカ製のイージスシステムである。世宗大王級駆逐艦に搭載。

戦術データ・リンク
- リンク 11 - 蔚山級以降に建造された全てのフリゲート/駆逐艦で運用に対応しており、事実上の標準データ・リンクとなっている。
- リンク 14 - リンク 11非対応艦艇との通信に使用される。日本のOYQ-5のように、リンク 14から復号しての入力に対応してはいない。
- リンク 16 - 世宗大王級のみが運用に対応している。空軍と連携して防空中枢艦として活動することが期待されている。

地上固定回線
地上施設同士は、ISDNデジタル加入者線（ISDL）方式の固定回線によって連接されている。
- ISDL-A - 56kbpsの速度を発揮する。作戦司令部・第1〜3艦隊司令部を中心として、その隷下にある戦団・地域防御司令部との間を結ぶ。
- ISDL-B - DS1規格に準拠して1.5Mbpsの速度を発揮する。作戦司令部を中心として第1〜3艦隊司令部、空軍の中央防空統制所（MCRC）および第2自動化防空統制システム（SAADS）を結ぶ。

### 空軍
韓国軍は現在、総合的な作戦/戦術級システムとしてKADGE（Korea Air Defense Ground Environment）システムの構築を進めている。これは、航空自衛隊の自動警戒管制組織（BADGE）を端緒とする米ヒューズ社のADGEシステム・シリーズに属するものである。
空中システム
TDL-K計画においては、韓国空軍はリンク 16を通信基盤として採用することとなっている。これにより、E-737および地上レーダーサイトと、前線に展開したKF-16およびF-15KのFCレーダーを連接し、空中戦術C4ISRシステムが構築される予定であった。
しかし2010年現在、F-15Kは統合戦術情報伝達システム（JTIDS）を搭載して就役したものの、KF-16へのJTIDS/MIDS搭載は実現しておらず、無線データ通信は、IDMによるIFDLのみである。
地上システム
烏山市の中央防空統制所（MCRC）を中核に、戦区航空統制本部（TACC）をノードとして、各レーダーサイトとの間にネットワークを構築している。なお、将来的には各地上局もリンク 16の運用能力を獲得する計画であるが、2010年現在ではMCRCのみがその能力を有している。

## 情報系システム
上記の作戦統制系（OPS）システムを補完する情報資料系（INTEL）システムとして、軍事情報統合処理システム（MIMS）の配備が進められている。
これは、アメリカ軍のIBSと同様のコンセプトに則っており、各級部隊管理の様々な情報資産によって収集された情報資料を一元的に管理・配布することにより、情報活動を大幅に効率化するとともに、指揮官の意思決定を支援する。コンセプト開発は防衛事業庁、実際の開発はLG CNSが担当しており、2006年にシステム設計が完了した。